# Panneau routier d'indication d'un emplacement d'arrêt d'urgence en France
Le panneau routier d'indication d'un emplacement d'arrêt d'urgence est, en France, un panneau de signalisation carré à fond bleu, bordé d’un listel, portant en son centre un pictogramme blanc représentant une aire d’arrêt. Il indique à l’usager de la route que l'espace situé au-delà du panneau est un emplacement d'arrêt d’urgence (surlargeur ponctuelle destinée à l’arrêt d’urgence). Il est codifié C8.

## Histoire
La signalisation des emplacements d'arrêt d'urgence était assurée depuis 1998 par des panneaux d'indications diverses C50 portant la mention «REFUGE». Ces panneaux présentaient l'inconvénient de ne pas être compréhensibles pour les usagers non francophones. De plus, il s'avère qu'un tel panneau pouvait donner une fausse impression de sécurité aux usagers, notamment en cas d'incendie dans les tunnels.
Le panneau C8 affichant un pictogramme est apparu avec l'arrêté du 16 mai 2001. Les C50 «REFUGE» ont été retirés avant janvier 2003.

## Usage

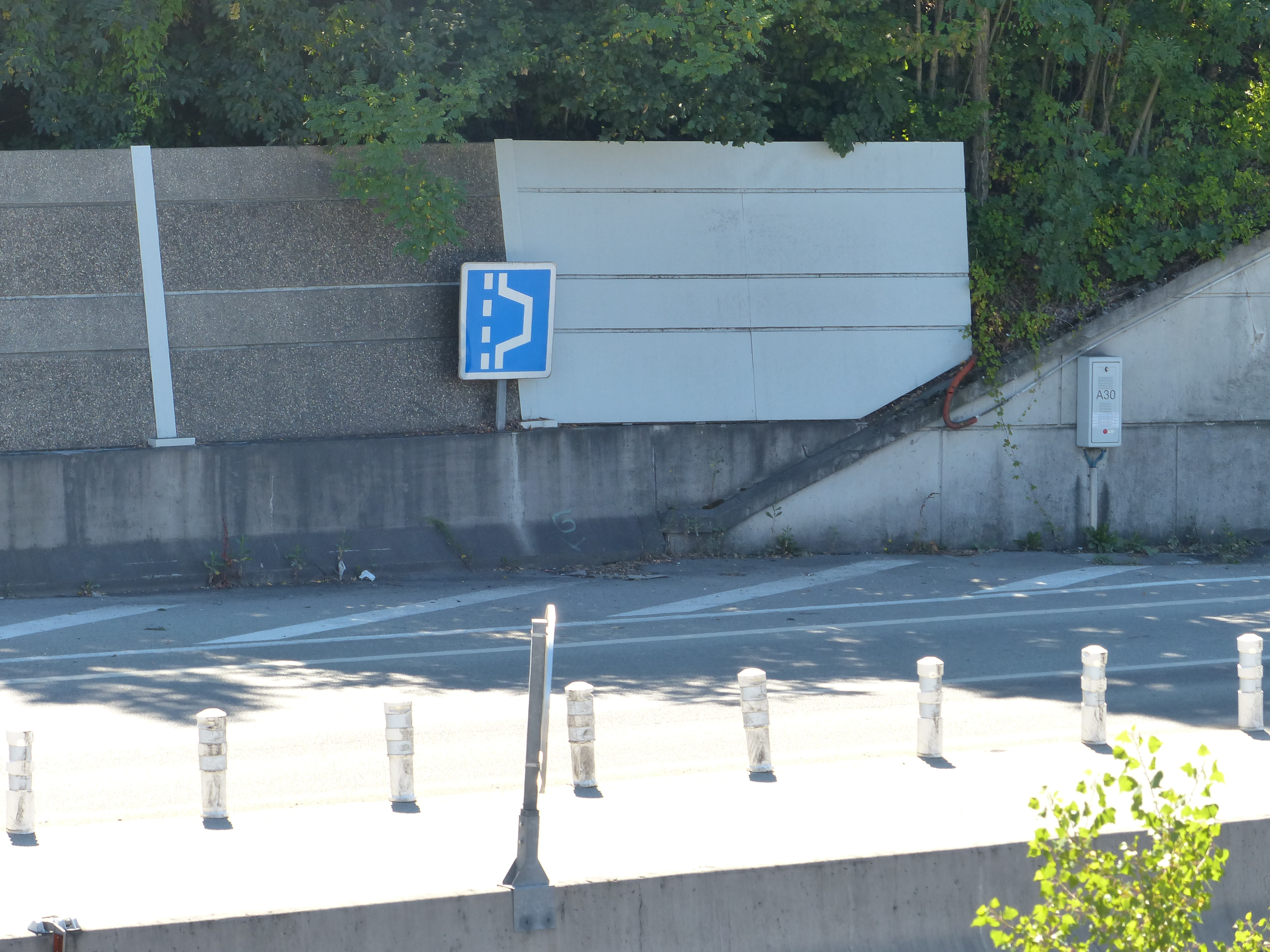
Panneau dans l'échangeur d'Annemasse, sur l'A40.

Ces emplacements d'arrêt d’urgence sont aménagés sur les voies ouvertes à la circulation publique, sur lesquelles l’arrêt a fait l'objet d'une interdiction par l'autorité investie du pouvoir de police de la circulation. Peuvent notamment être concernés les autoroutes, les tunnels, les ponts, certaines routes express.

### Tunnels
Dans les tunnels, la signalisation des emplacements d’arrêt d’urgence est obligatoire. Elle doit être assurée au moyen du panneau C8.
Il doit être implanté en signalisation de position. Si l’emplacement d’arrêt d’urgence comporte une issue de secours, le panneau C8 doit être accompagné par le panneau de type CE30. Si l’implantation des deux panneaux est impossible pour des raisons techniques, seul le panneau de type CE30 est implanté. Le panneau C8 doit être complété par le panneau M9e si l’emplacement d’arrêt d’urgence comporte un poste d’appel d’urgence. Il doit être complété par le panonceau M9f si l’emplacement d’arrêt d’urgence comporte un poste d’appel d’urgence et un moyen de lutte contre l’incendie accessible aux usagers de la route.
Le panneau C8 n’est généralement pas implanté en présignalisation, en raison de la faible interdistance des équipements à signaler et des difficultés d’implantation de la signalisation.
Toutefois, si les conditions de visibilité du panneau C8 de position sont insuffisantes ou tardives, ou si le panneau C8 de position a été remplacé par un panneau de type CE30, le panneau C8 peut être implanté en présignalisation. Il doit alors être complété par le panonceau M1.

### Autoroutes et routes à chaussées séparées sans accès riverain

#### Sans poste d'appel d'urgence
La signalisation des emplacements d’arrêt d’urgence ne comportant pas de poste d’appel d’urgence est obligatoire. Elle doit être assurée au moyen du panneau C8. Il doit être implanté en signalisation de position.
Il peut être implanté en présignalisation, si les conditions de visibilité du panneau C8 de position sont insuffisantes ou tardives. Il doit alors être complété par le panonceau M1.

#### Avec poste d'appel d'urgence
La signalisation des emplacements d'arrêt d'urgence comportant un poste d'appel d'urgence est obligatoire. Elle doit être assurée au moyen du panneau CE2a si le poste d’appel d’urgence n’est pas visible.
Ce poste d'appel d'urgence porte l’idéogramme ID5a et fait office de signalisation de position. Si le poste d'appel d'urgence est accessible aux personnes handicapées à mobilité réduite, il comporte également l'idéogramme ID7.
Le panneau CE2a peut être implanté en présignalisation, si les conditions de visibilité du poste d'appel d'urgence sont insuffisantes ou tardives. Il doit alors être complété par le panonceau M1.

### Zones de travaux
La signalisation des emplacements d’arrêt d’urgence créés temporairement sur les zones de travaux ou sur les déviations doit être réalisée conformément à l’article 128-1 de la 8e partie.

## Caractéristiques
Il existe sept gammes de dimensions pour le panneau d’indication C1b, de forme carrée, contrairement aux autres familles de panneaux triangulaires, ronds ou le STOP qui en comprennent cinq. Les deux dimensions complémentaires sont les dimensions dites « supérieure » (1 200 mm de côté nominal) et « exceptionnelle » (1 500 mm de côté nominal).

## Implantation

### Distance latérale
Sauf contrainte de site, la distance entre l’aplomb de l’extrémité du panneau situé du côté de la chaussée et la rive voisine de cette extrémité ne doit pas être inférieure à 0,70 m.
En rase campagne, les panneaux sont placés en dehors de la zone située en bord de chaussée et traitée de telle façon que les usagers puissent y engager une manœuvre de redirection ou de freinage dite « zone de récupération », ou leur support au minimum à 2 m du bord voisin de la chaussée, à moins que des circonstances particulières s’y opposent (accotements étroits, présence d’une plantation, d’une piste cyclable, d’une voie ferrée, etc.).
En agglomération, les panneaux sont placés de manière à minimiser la gêne des piétons.
Le support d’un signal peut aussi être implanté sur une propriété riveraine ou ancré à une façade après accord du propriétaire ou par application si cela est possible en vertu du décret-loi du 30 octobre 1935 et du décret 57180 du 16 février 1957.

### Hauteur au-dessus du sol
En rase campagne, la hauteur réglementaire est fixée en principe à 1 m (si plusieurs panneaux sont placés sur le même support, cette hauteur est celle du panneau inférieur), hauteur assurant généralement la meilleure visibilité des panneaux frappés par les feux des véhicules. Elle peut être modifiée compte tenu des circonstances locales soit pour assurer une meilleure visibilité des panneaux, soit pour éviter qu'ils masquent la circulation .
En agglomération, lorsqu’il y a un éclairage public, les panneaux peuvent être placés à une hauteur allant jusqu’à 2,30 m pour tenir compte notamment des véhicules qui peuvent les masquer, ainsi que de la nécessité de ne gêner qu’au minimum la circulation des piétons.

### Position de la face
Le plan de face avant d'un panneau implanté sur accotement ou trottoir doit être légèrement incliné de 3 à 5° vers l’extérieur de la route afin d'éviter le phénomène de réflexion spéculaire qui peut, de nuit, rendre le panneau illisible pendant quelques secondes.

## Visibilité de nuit
Les panneaux et panonceaux de signalisation doivent être visibles et garder le même aspect de nuit comme de jour. Les signaux d’indication sont tous rétroréfléchissants ou éventuellement dans certaines conditions définies ci-dessous, éclairés.
Les revêtements rétroréfléchissants doivent avoir fait l’objet, soit d’une homologation, soit d’une autorisation d’emploi à titre expérimental. La rétroréflectorisation porte sur toute la surface des panneaux et panonceaux à l’exception des parties noires ou grises.

#### Arrêté du 24 novembre 1967 et Instruction Interministérielle sur la Signalisation Routière (versions actualisées)
- Arrêté du 24 novembre 1967 relatif à la signalisation des routes et autoroutes, 58 p. (lire en ligne)
- Instruction Interministérielle sur la Signalisation Routière 1re partie : Généralités, 58 p. (lire en ligne)
- Instruction Interministérielle sur la Signalisation Routière 5e partie : Signalisation d’indication, des services et de repérage, 45 p. (lire en ligne)

#### Histoire de la signalisation routière
- Marina Duhamel-Herz, Un demi-siècle de signalisation routière : naissance et évolution du panneau de signalisation routière en France, 1894-1946, Paris, Presses de l’École nationale des Ponts et Chaussées, décembre 1994, 151 p. (ISBN 2-85978-220-6)
- Marina Duhamel-Herz et Jacques Nouvier, La signalisation routière en France : de 1946 à nos jours, Paris, AMC Éditions, novembre 1998, 302 p. (ISBN 2-913220-01-0)